# Útila

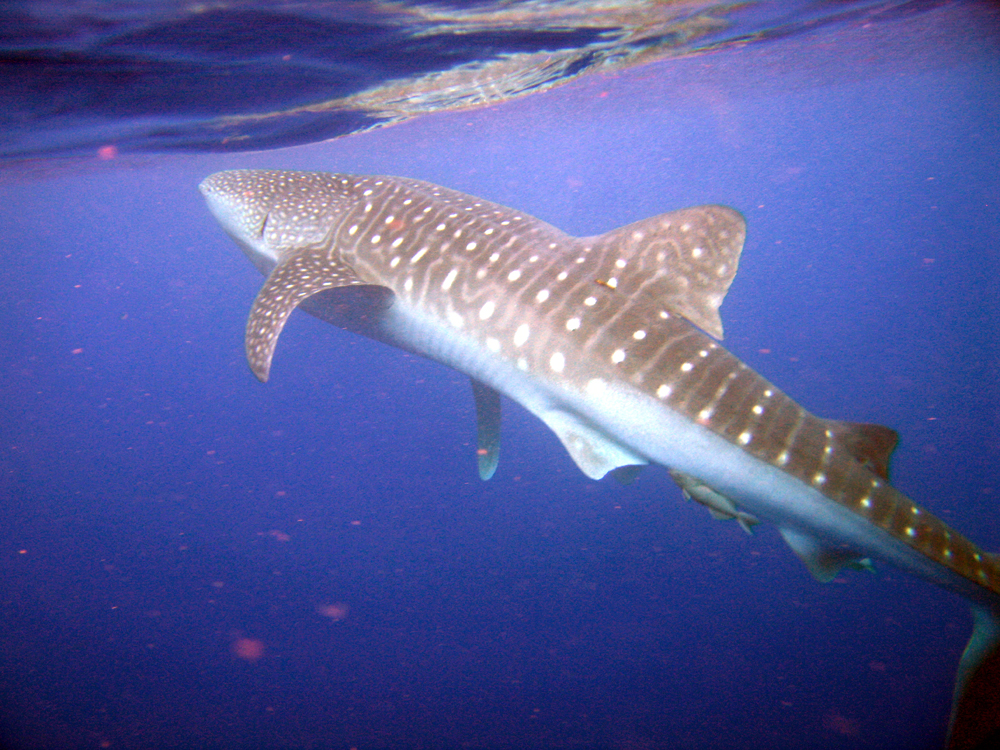
Tubarão perto de Útila, Honduras.

Útila (em castelhano:  Utila) é uma ilha hondurenha do departamento de Islas de la Bahía. É uma das três ilhas principais desse departamento insular e um dos seus quatro municípios. Está localizada a apenas 30 km da costa norte das Honduras e tem 49,3 km² de área, 11 km de largura e 4 km no seu ponto mais estreito. A única povoação tem aproximadamente 3000 habitantes. 
A língua oficial, como no resto das Honduras, é a língua espanhola, embora também se fale a língua inglesa, sobretudo devido à presença de turistas.
A segunda maior cadeia de recifes do mundo estende-se através das Islas de la Bahía onde a vida marinha é rica e abundante, combinando com isto águas cristalinas e uma visibilidade de até 500 m, convertendo Útila num dos melhores lugares para mergulho, além de ser considerada um dos lugares mais baratos do mundo para estudar e conseguir uma certificação de mergulho. Há cerca de 12 escolas de mergulho, que vão desde o nível principiante ao mais profissional.
Como é comum nas Caraíbas, só há duas estações climáticas: a estação das chuvas entre novembro e janeiro, e a estação seca, no resto do ano. Para oeste da ilha há muitos cayos, e vários destes são habitados e fazem parte da comunidade de Los Cayos, uma pequena povoaçaõ; a cerca de 30 km a leste da ilha fica a ilha de Roatán. 